# Jack Wood
Pour les articles homonymes, voir John Wood et Wood.
Jack Wood, né John Bertram Wood en 1872 et mort en 1921, est un joueur de football ainsi qu'un arbitre anglais de football. 
Il est l'un des fondateurs du club des White Rovers.

## Carrière arbitrale
Il a officié dans des compétitions majeures : 
- JO 1900 (1 match)[3] ;
- Championnat de France de football USFSA 1902 (finale) ;
- Championnat de France de football USFSA 1903 (finale rejouée) ;
- Championnat de France de football USFSA 1905 (finale).